# Кёгарт
Кёгарт (также Кугарт или Кёк-Арт) — река в Сузакском районе Джалал-Абадской области Кыргызстана. Правый приток реки Карадарья. Длина 105 км, площадь водосборного бассейна — 1370 км². Среднегодовой расход 18,3 м³/с. Питание снего-дождевое.
Берёт своё начало на юго-западных склонах Ферганского хребта. Крупнейшие притоки: Кызыл-Суу, Урум-Башы, Кара-Алма, Чангет. Половодье с апреля по август. Средний максимальный расход в мае 58,8 м³/с, минимальный в январе 5,43 м³/с.